# Vajnai Attila
Vajnai Attila (Szekszárd, 1963. augusztus 11. –) magyar politikus, villamosmérnök, a Magyarországi Munkáspárt 2006 - Európai Baloldal elnöke.

## Élete
Szülei pedagógusok voltak és Pakson tanítottak a helyi gimnáziumban. Az általános iskolai és a gimnáziumi tanulmányait Pakson végezte. A sorkatonai szolgálatot követően a Szovjetunióban, az Odesszai Felsőfokú Tengerészeti Intézetben szerzett villamosmérnöki diplomát 1987-ben. Első munkahelye a MAHART-nál volt, majd 1988 júniusában a Paksi Atomerőműben fejlesztőmérnökként sikerült elhelyezkednie. Szakokleveles közgazdász diplomáját kutatásfejlesztési menedzsment szakon 1997-ben szerezte meg a Budapesti Közgazdaságtudományi Egyetem Vezetőképző Intézetében. 2002 októberében főmunkatársként az MVM Rt. Műszaki Fejlesztési és Atomerőművi Osztályán kezdett el dolgozni.
Első házasságából két fia született: András (1986), János (1992). Második felesége Noé Krisztina gyógypedagógus

### A politikában
1992-ben a Munkáspárt Központi Bizottságának a tagja lett. 1994-ben a párt alelnökévé választották. Az 1994-es országgyűlési választáson a párt országos listájának 6. helyén szerepelt. Az 1998-as és a 2002-es országgyűlési választáson a párt országos listáján a 2. helyre került, de nem szerzett mandátumot. 2005-ben a párt 21. kongresszusán a Központi Bizottság kizárta a pártból, ennek következményeként a párttagság egy része kivált és önálló kongresszust szerveztek Vajnai Attila vezetésével, melynek során új pártot alapítottak Magyarországi Munkáspárt 2006 néven. 
Aktív szerepet játszik különböző szolidaritási akciókban és baloldali rendezvényeken. Ismert a szimbólumhasználati jogokért folytatott harca, például a vörös csillag használatának jogi védelméért indított peréről. Többször részt vett a szélsőjobboldali események elleni tiltakozásokban, és fellépett a társadalmi egyenlőtlenségek, a lakhatási problémák, valamint az egészségügyi ellátás igazságosabbá tétele érdekében. Elnöksége alatt a párt az energiaárak emelkedése, valamint a privatizáció elleni küzdelmet hangsúlyozta.
Vajnai Attila tevékenysége kiterjed olyan események szervezésére, mint a Baloldali Sziget Fesztivál, és gyakran kritizálja az Orbán-kormány politikáját. Emlékezetes fellépései és jogi vitái miatt a magyar közélet egyik karakteres baloldali alakja.

### Személye körüli viták
- 2003. február 21-én egy Budapest központjában rendezett tüntetésen ötágú vörös csillagot viselt a kabátján, emiatt büntetőeljárás indult vele szemben és 2003. március 10-én gyanúsítottként hallgatták ki az ügyben. 2004. március 11-én a Pesti Központi Kerületi Bíróság önkényuralmi jelkép használatának bűncselekménye miatt elítélte, de 2004. június 24-én a bíróság felfüggesztette az eljárást. 2005. november 16-án a Fővárosi Bíróság helyben hagyta a az elítélő határozatot. 2006. május 15-én Vajnai Attila az emberi jogok és alapvető szabadságok védelméről szóló egyezmény 34. cikke alapján kéréssel fordult a bírósághoz.[8] 2008-ban a strasbourgi Emberi Jogok Európai Birósága kimondta, hogy sérült a szabad véleménynyilvánításhoz való joga, így megnyerte a pert.[9]
- 2009-ben a szélsőjobboldali ideológia térnyerése ellen tiltakozva a XII. kerületben bontásra ítélt turul szoborra baloldali aktivistákkal, papírlapokra rajzolt vörös csillagokat helyeztek el. Vajnai Attila elmondása szerint a vörös csillag antifasiszta és a nemzetközi munkásmozgalom jelképe.[10]
- 2013. május 1-jén Pécsett rendezett meneten verekedés tört ki a Magyarországi Munkáspárt 2006 és néhány szélsőjobboldali tüntető között, aminek gyorsan végett vetett a rendőrség. A rendezvényt megelőzően Vajnai Attila jelezte, hogy a meneten vörös csillagot fognak viselni, hogy teszteljék a rendőröket. Elmondása szerint a belügyminisztertől érkezett levélben már az új btk szerint jár el a rendőség és csak abban az esetben fognak intézkedni, ha valaki a köznyugalmat sértő módon viseli az önkényuralmi jelképeket. A rendezvény senki sem került előállításra a vörös csillag viseléséért.[11]
- 2017 szeptemberében rendőrök teperték le a Klauzál utcában, amikor egy Adolf Hitler kép miatt kihívta őket és többször kérte, hogy kerüljön eltávolításra. A rendőrség a kérést nem hajtotta végre, ezért bejelentette, hogy spontán tüntetést szervez és egy festékszóróval elkezdte felfújni a "STOP NAZISM" feliratot. Kérték, hogy fejezze be, aminek eleget tett, majd szóváltást követően rendőri intézkedés történt vele szemben.[12][13] Az erőszakos fellépés miatt még a helyszínen panaszt tett. Az ügyben Schiffer András képviselte.[14]